# 21 gramów (album)
21 gramów – pierwszy solowy album polskiego rapera Szada, członka zespołu Trzeci Wymiar. Wydawnictwo ukazało się 15 stycznia 2011, nakładem wytwórni Labirynt Records w dystrybucji Fonografiki. Materiał wyprodukowali: DJ Creon, aMAT (AkaDeMic), BeDwaeM oraz DJ Phast. Gościnnie w nagraniach wzięli udział Arkanoid, Szachu, Klif, Martin, Wal, Nullo, Faf, Chaber, Godleś, Pablo, Kaes, Pores, Kłyżu oraz Tums. Płyta promowana była teledyskami do utworów pt. "Dług", "Panu Dziękuj" oraz "Rzeka". 
Album dotarł do 26. miejsca listy OLiS w Polsce.

## Lista utworów
Opracowano na podstawie materiału źródłowego.
1. "Intro" (produkcja, cuty : DJ Creon) - 1:28
2. "Wszystko zaczęło się od czystej kartki" (produkcja: DJ Creon) - 3:15
3. "Kradnę Ci duszę" (produkcja, cuty: DJ Creon) - 3:16
4. "Dług" (produkcja: DJ Creon, cuty: DJ Qmak) - 3:19
5. "W nieco innym świetle" (produkcja: BeDwaeM, cuty: DJ Qmak) - 4:04
6. "Na mnie warto zaczekać" (produkcja, cuty: DJ Creon) - 4:09
7. "Życie jest za krótkie" (produkcja: aMAT, cuty: DJ Qmak) - 2:53
8. "Bagażowi" (produkcja: BeDwaeM, cuty: DJ Qmak) - 4:52
9. "Krąg zaufanych" (produkcja: DJ Phast) - 3:31
10. "Szukając drogi do Zion” (gościnnie: Nullo, produkcja: DJ Creon) - 4:15
11. "Panu dziękuj" (produkcja: aMAT, cuty: DJ Qmak) - 2:52
12. "Rzeka" (produkcja: DJ Creon, cuty: DJ Qmak) -3:38
13. "Skit" (produkcja: DJ Creon, cuty: DJ Qmak) - 0:32
14. "Krok do szaleństwa" (produkcja: DJ Creon) - 3:35
15. "Patrzę jak idziesz" (produkcja: aMAT) - 4:36
16. "16 linijek" (produkcja: DJ Creon, cuty: DJ Qmak) - 3:22
17. "Nie znasz mnie" (gościnnie: Pores, produkcja: DJ Creon, cuty: DJ Qmak) - 4:10
18. "Witam na komnatach" (produkcja: BeDwaeM, cuty: DJ Qmak) - 3:48
19. "Pytam się czy znasz mój styl" (produkcja, cuty: DJ Creon) - 3:56
20. "Głos na nie" (gościnnie: Arkanoid, Szachu, Klif, Martin, Wal, Nullo, Faf, Chaber, Godleś, Pablo, Kaes, Pores, Kłyżu, Tums, produkcja: aMAT) - 7:06
21. "Outro – Coraz więcej powodów" (produkcja: DJ Phast) - 1:13